# Ultras Ahlawy
Ultras Ahlawy es un grupo organizado de aficionados del Al-Ahly Sporting Club (en árabe: النادي الاهلى للرياضة البدنية‎) de la Primera División de Egipto. Su fundación se remonta al año 2007 por antiguos miembros del Ahly Fans Club, y se constituye en una de las primeras agrupaciones de su tipo en Egipto.
Es uno de los dos ultras más importantes, numerosos y visibles de El Cairo junto a Ultras White Knights.